# Michel Sittow
 (août 2022).
Michel Sittow, également connu sous le nom de Maître Michiel et de bien d'autres variantes, né vers 1469 à Reval (maintenant Tallinn, Estonie), où il est mort en 1525 ou 1526, est un peintre estonien.

## Biographie
Fils ainé de l'ébéniste et peintre flamand Clawes van der Sittow et de sa seconde épouse finlandaise Margaret Mölnare, Sittow est un peintre de cour durant la majeure partie de sa vie.
Il s'est formé à la peinture à Bruges dans le cercle de Hans Memling avant 1488. Son style coloré et lumineux peut laisser penser qu'il a été influencé par l'art de Jean Hey qu'il aurait pu rencontrer à Bourges.
Il a notamment travaillé pour Isabelle la Catholique à partir de 1492 avec une rémunération annuelle de 50 000 maravédis et s'était installé à Tolède où l'a rencontré Juan de Flandes en 1496. Il était connu à la cour espagnole sous le nom de Melchior Alemán. Il a participé à la réalisation d'un ensemble de 47 panneaux relatant la vie du Christ et de la Vierge avec Juan de Flandes pour le château de Toro, entre 1496 et 1504. L'ensemble est démembré et dispersé en 1505, après la mort de la reine. 32 de ces panneaux sont devenus la propriété de Marguerite d'Autriche, avant d'être dispersés. L'ensemble le plus important des tableaux subsistant (quinze pièces) se trouve au Palais royal de Madrid.
Il a travaillé pour les Habsbourg, en Espagne et aux Pays-Bas. Dans les terres échangées avec Maximilien Ier de Habsbourg et l'archiduchesse Marguerite d'Autriche, il était appelé Mychel Flamenco. Après son départ d'Espagne, il s'est établi en Flandres où il a travaillé pour Philippe le Beau, marié à Jeanne la Folle. Il a dû faire un voyage à Londres en 1503-1505 où il fait le portrait du roi Henri VII. C'est probablement à cette occasion qu'il a fait le portrait de Catherine d'Aragon, veuve d'Arthur Tudor, prince de Galles, avant son mariage avec Henri VIII. 
Après la mort de Philippe le Beau, en 1506, il est resté sans patron. Il est alors revenu à Reval où son beau-père, Diderick van Katwijk, administrait les biens de sa famille depuis la mort de Michel Sittow, en 1501. Ce dernier était venu dans le Brabant en 1501 pour proposer un accord à Michel Sittow sur ses propriétés qu'il a ensuite rejeté. Michel Sittow avait réclamé son héritage, mais sa plainte ayant été rejetée par le tribunal de Reval, il est allé en appel au tribunal de Lübeck où il a gagné le procès. Son beau-père était mort en 1518 avant de faire enregistrer à son nom les biens en litige.
En 1507, il est devenu membre de la Kanutgilde, association locale de peintres, et s'est marié en 1508. Malgré sa renommée comme peintre dans de nombreux pays, seulement reçu comme compagnon, il a dû réaliser un chef-d'œuvre pour être accepté comme maître par la guilde. Il a réalisé des tableaux pour des commanditaires locaux et pour l'église Saint-Pierre de Siuntio, en Finlande.
En 1514, il se rend au Danemark où il fait le portrait de Christian II de Danemark qui a été probablement un cadeau fait à sa fiancée, Isabelle d'Autriche. Puis il se rend en Flandres et entre au service de Marguerite d'Autriche, alors régente des Pays-Bas espagnols, et est revenu au service de Ferdinand le Catholique, veuf d'Isabelle la Catholique. À la mort de Ferdinand le Catholique, il devient le peintre de la cour au service de Charles Ier d'Espagne, le futur Charles Quint. Ce dernier a apprécié ses œuvres et en apporté quelques-unes quand il s'est retiré à Yuste.
Il est retourné à Reval à une date indéterminée, entre 1516 et 1518, où il s'est remarié avec Dorothie, fille d'un marchand nommé Allunsze. Un fils, Michel, est mort peu après sa naissance. En 1523, il devient Aldermann, dirigeant de la Kanutgilde.
Il est mort à Reval pendant une épidémie de peste, entre le 20 décembre 1525 et le 20 janvier 1526. Il a été enterré dans le cimetière de l'Église du Saint-Esprit de Tallinn.

## Une œuvre

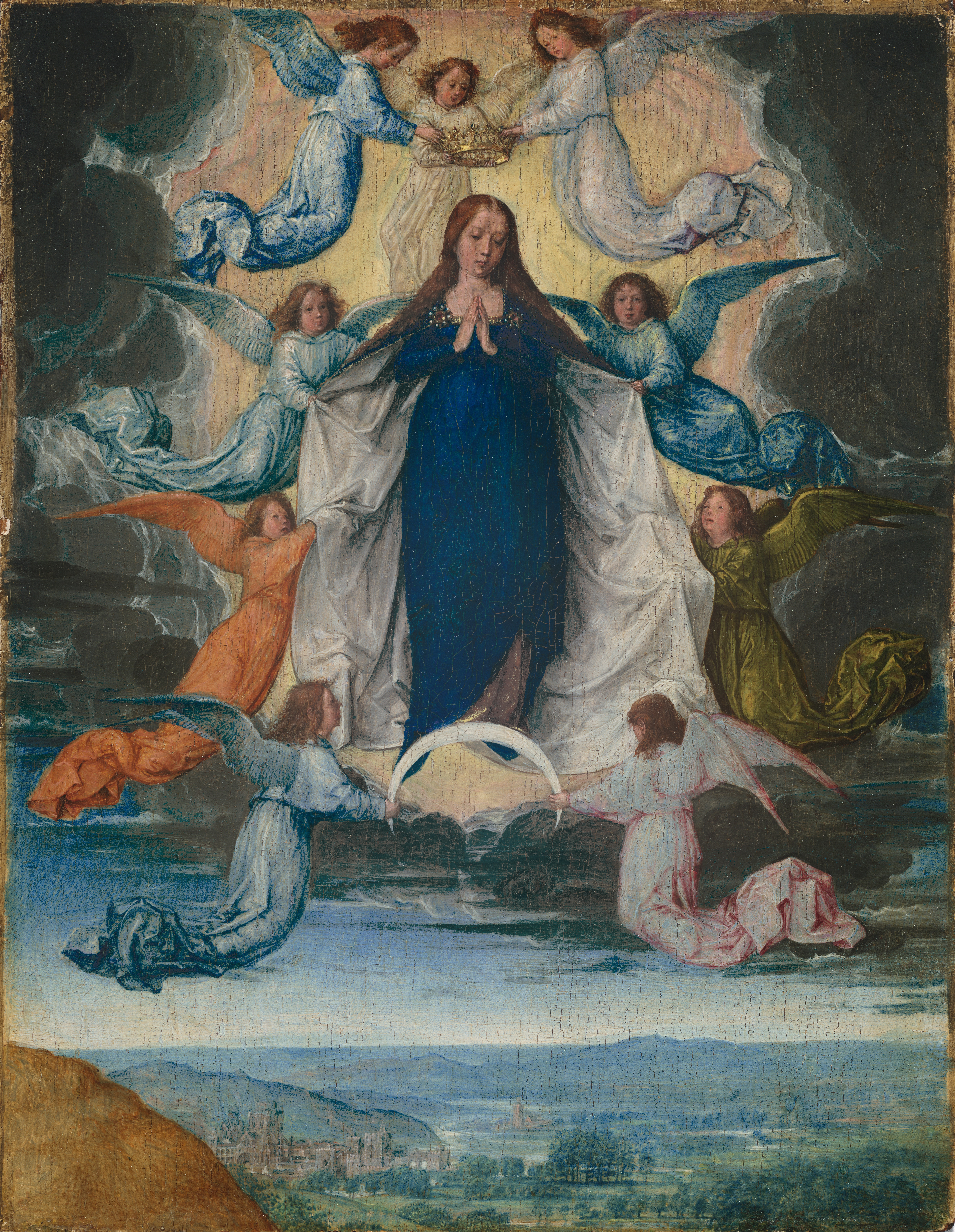
Assomption de la Vierge, 1500, huile sur panneau de bois, National Gallery of Art.

Dans son Assomption, Sittow semble peindre deux ciels. Dans le quart inférieur, un firmament diurne, paisible, au-dessus d'un charment paysage aux couleurs tendres comme on en trouve tant au hasard de fenêtres ou de perspectives dans les tableaux de la Renaissance. Dans l'essentiel du tableau, un ciel nocturne ammoncelant ses gros nuages sombres de part et d'autre des anges qui entourent la Vierge, et faisant reposer les pieds de Marie sur un fin croissant de lune.
Des anges aux traits fins, aux boucles libres, robes et ailes colorées au vent, soutiennent deux à deux la lune, le grand manteau et une couronne ouvragée qui s'apprête à rejoindre la tête de la Mère de Dieu. Tous sont à genoux devant Marie qu'ils regardent avec amour.
Le peintre a joué sur les couleurs, les attitudes et les positions pour créer des effets d'écho et d'écart d'un ange à l'autre, tout en mettant en valeur Marie, deux fois plus grande que la troupe céleste et dont la robe d'un bleu profond tranche sur les tonalités pâles. La délicatesse des lignes, la subtilité des tons et la simplicité de composition confèrent à ce tout petit panneau (21/16 cm) son grand raffinement.
Sur ce panneau qui faisait partie d'un grand retable commandé par Isabelle la Catholique, Sittow a exprimé à la fois un mouvement d'ascension et un moment de repos. Le dégradé de gris des nuages, leurs formes tourmentées, les plis compliqués des robes et du manteau, mais aussi les obliques des ailes suggèrent le dynamisme d'une ascension vers la lumière vive de la vie éternelle tandis que la ligne horizontale inférieure, la symétrie entre les anges, la haute stature de la Vierge et sa robe uniforme, son regard baissé et ses mains jointes signalent le recueillement d'une paix intérieure.

## Galerie

Œuvres diverses
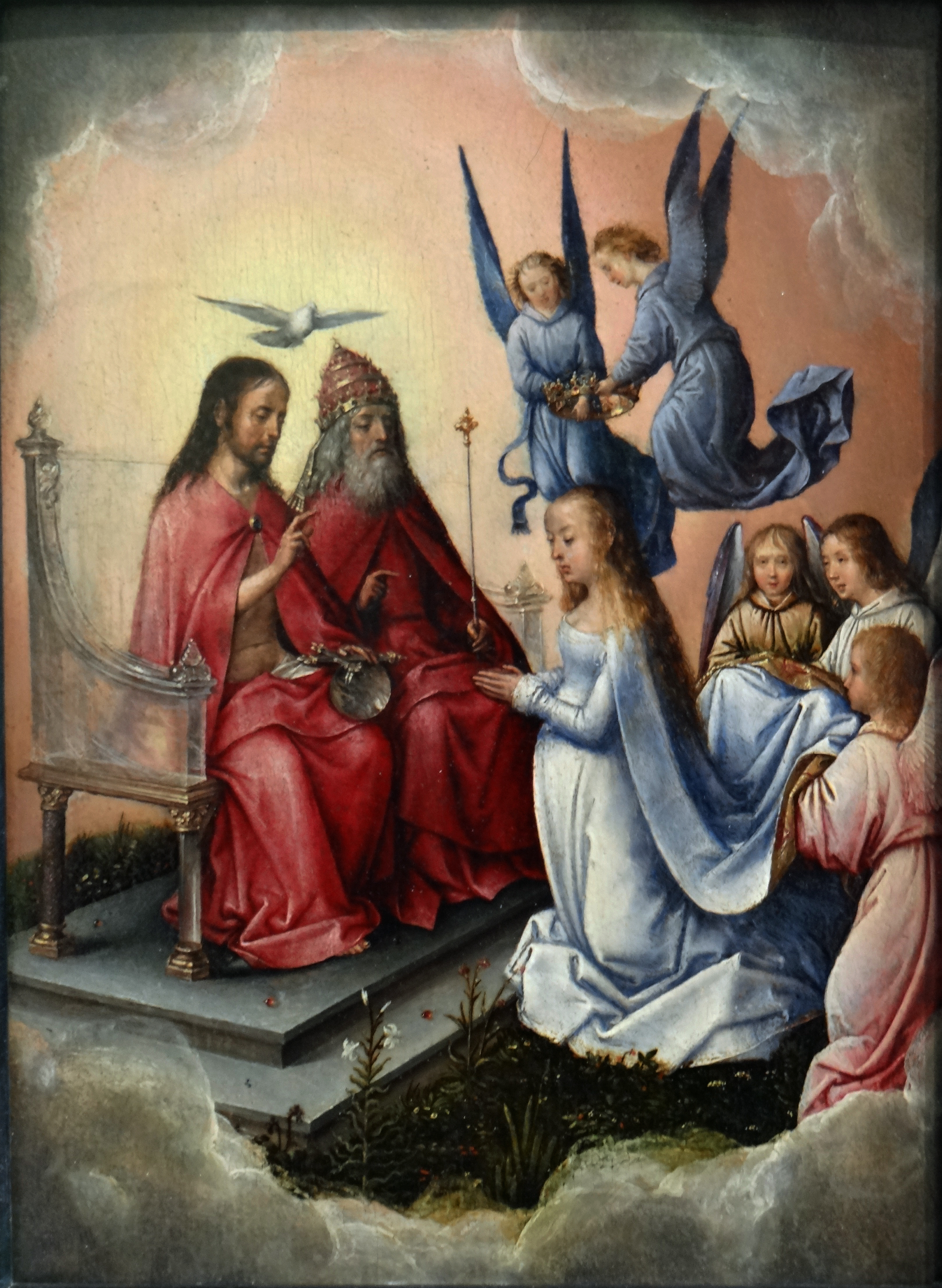
Le Couronnement de la Vierge par les anges, en présence de la Sainte Trinité Panneau du retable d'Isabelle la Catholique Musée du Louvre
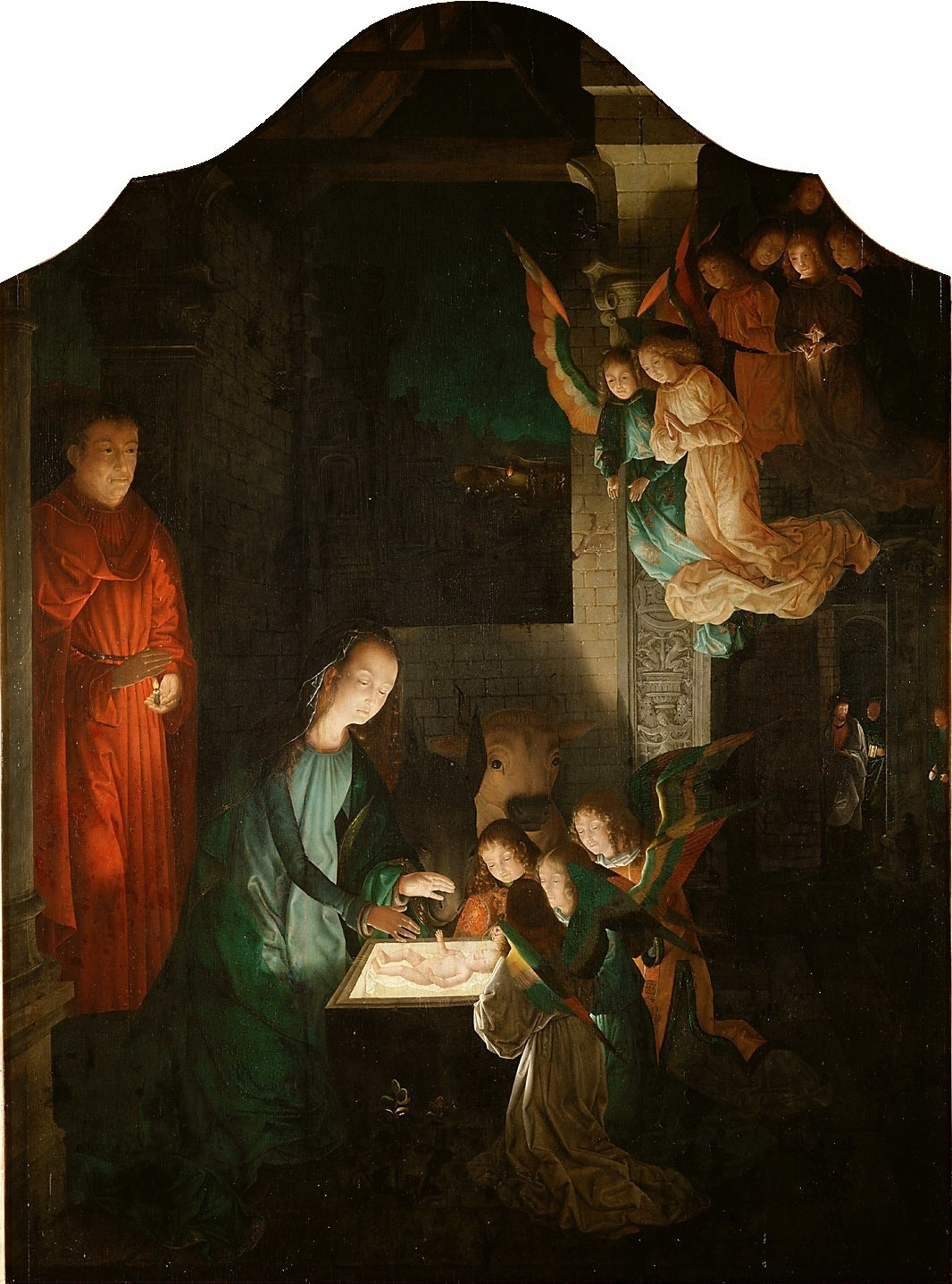
Naissance du Christ Musée d'Histoire de l'art de Vienne
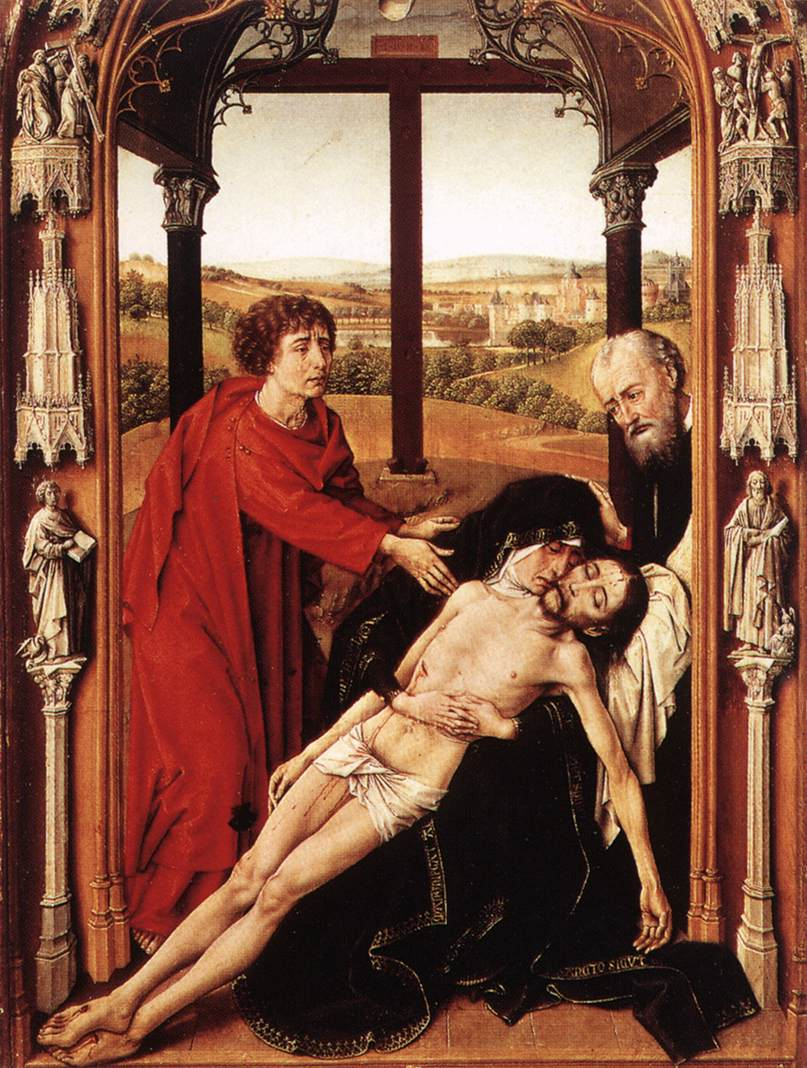
Pietà Chapelle royale de Grenade
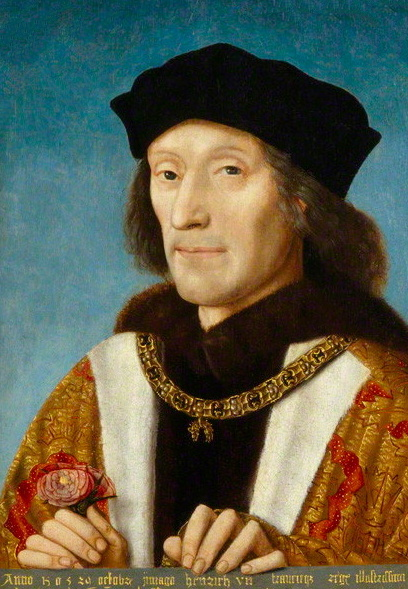
Henri VII d'Angleterre National Portrait Gallery (Royaume-Uni)
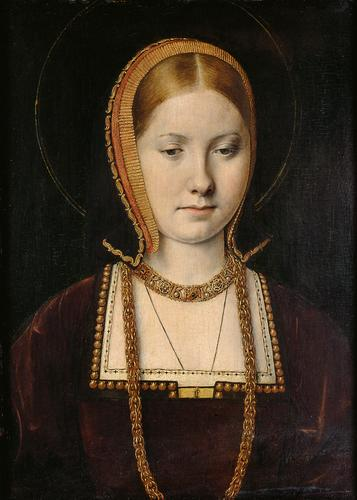
Catherine d'Aragon  (?) Musée d'Histoire de l'art de Vienne
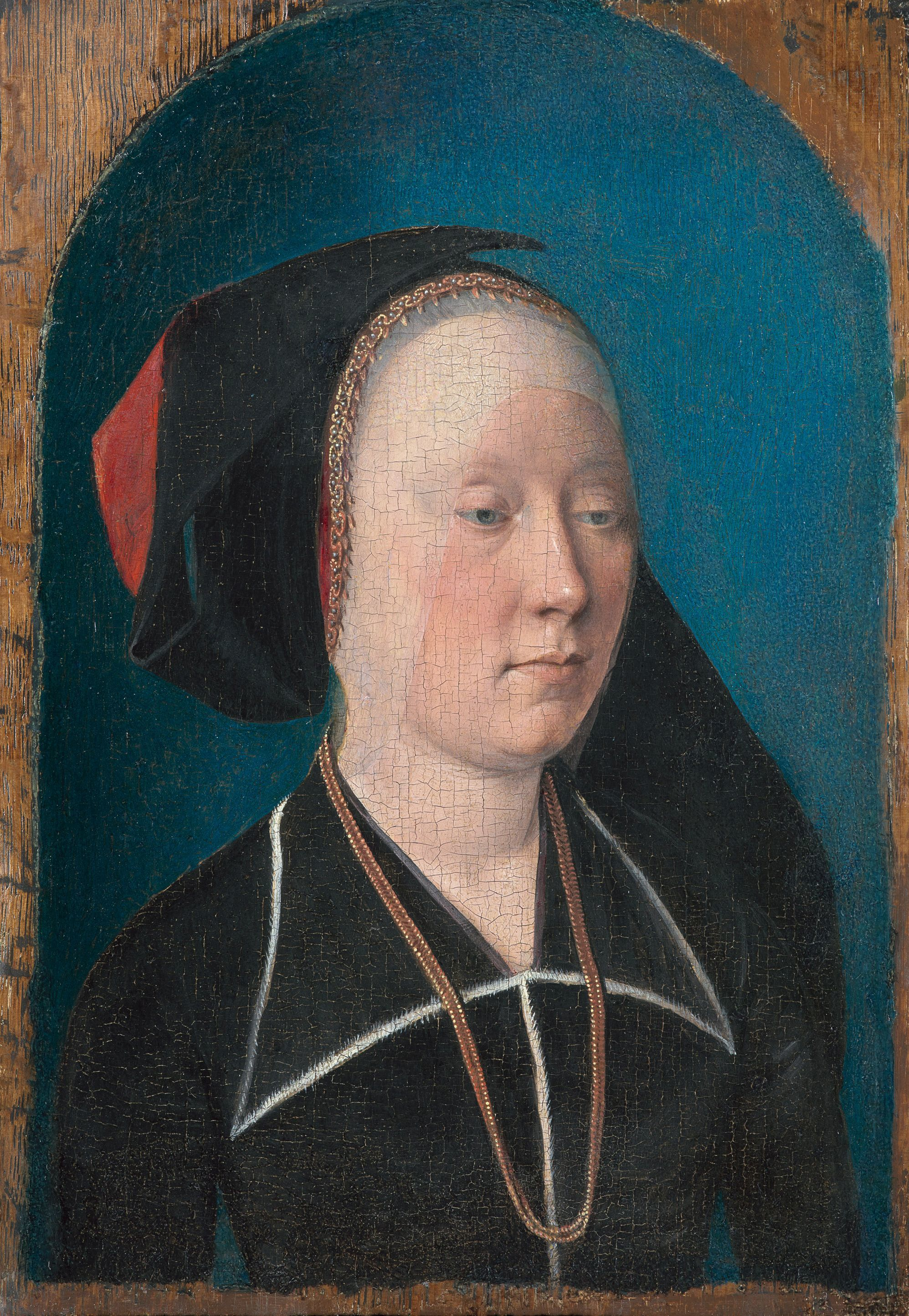
Portrait d'une dame, vers 1489/1491, huile sur panneau de bois, Musée d'Histoire de l'art de Vienne.
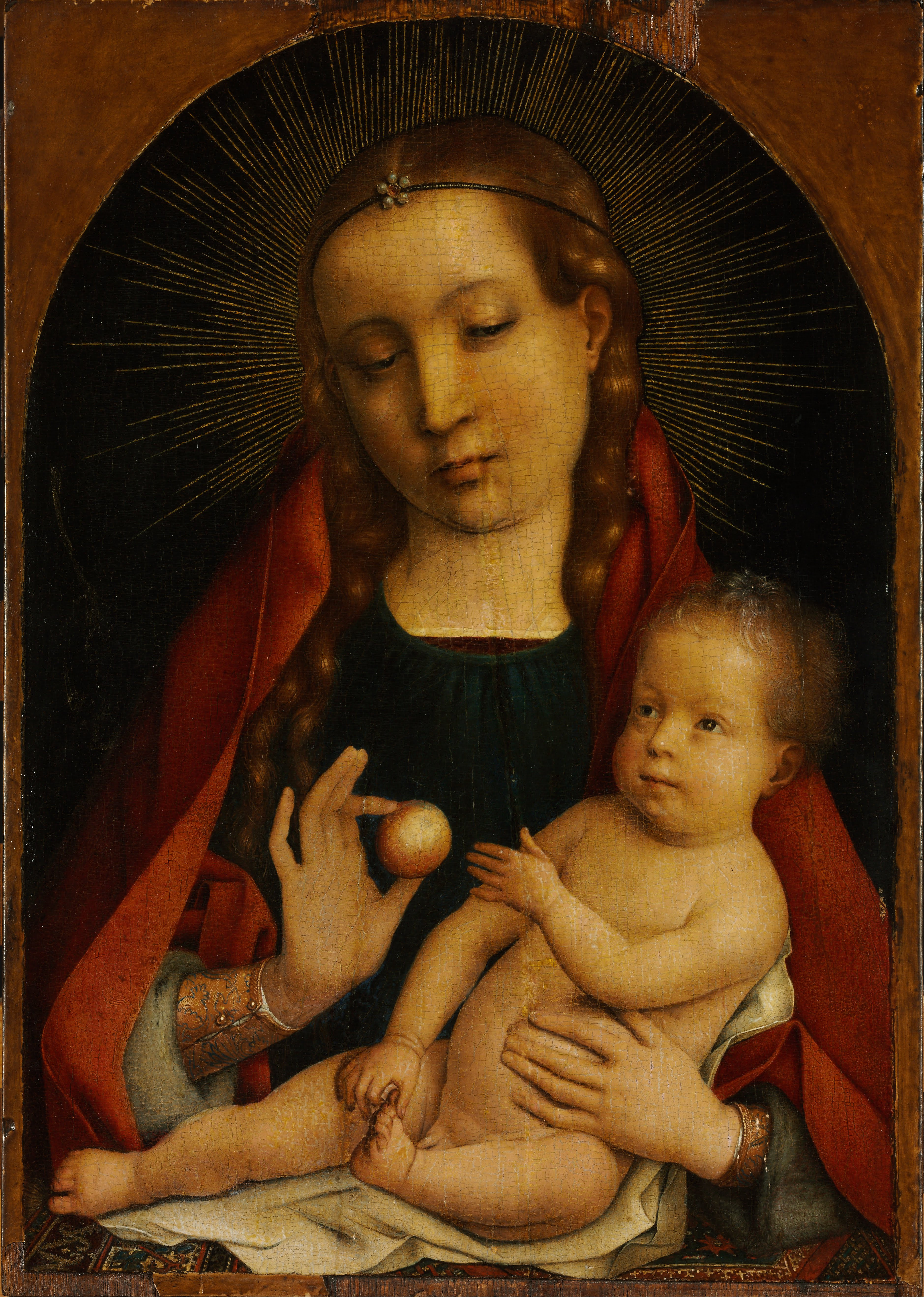
Vierge à l'Enfant, vers 1489/1492, Musée des Beaux-Arts de Budapest.
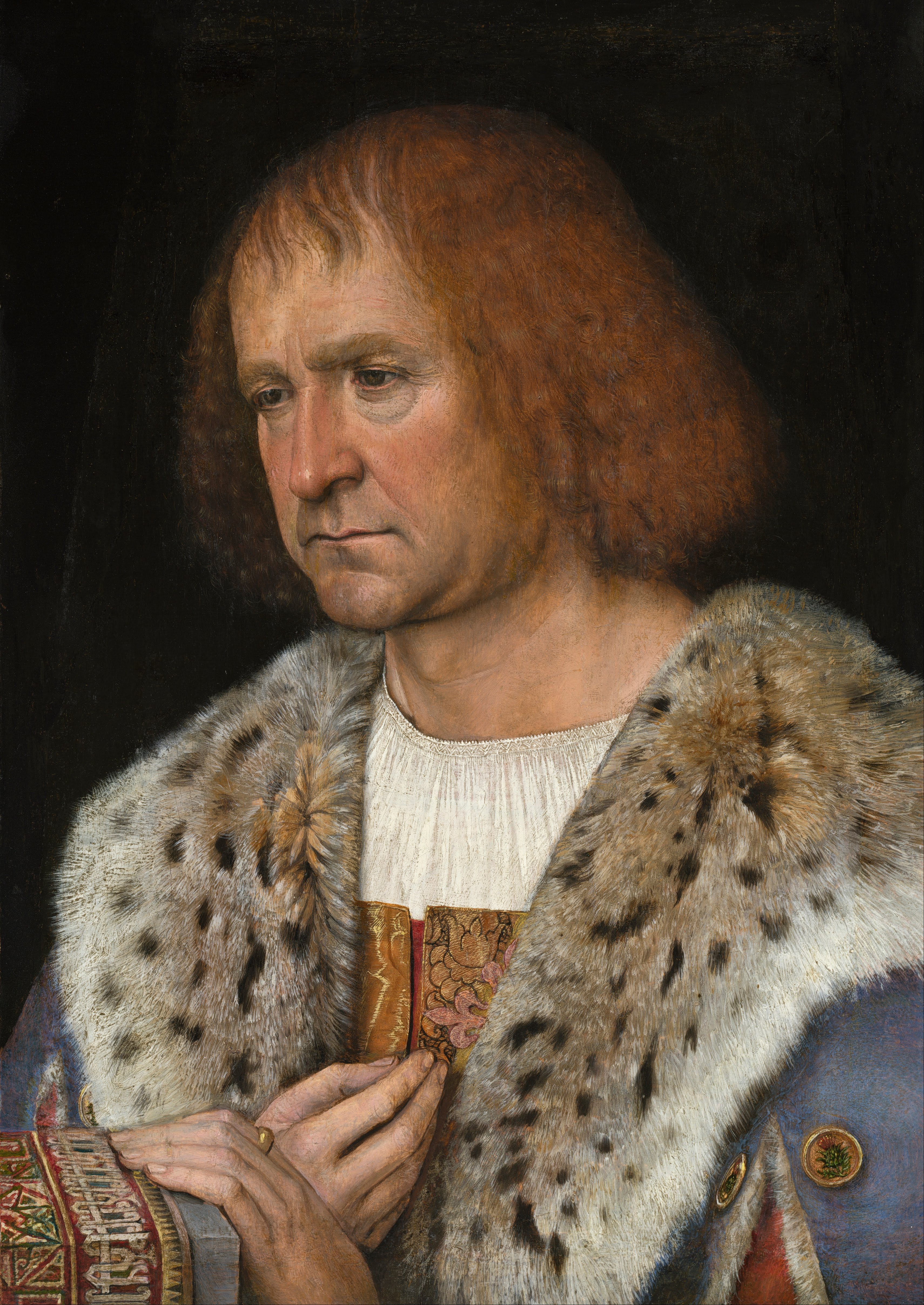
Diego de Guevara (?)[4] National Gallery of Art
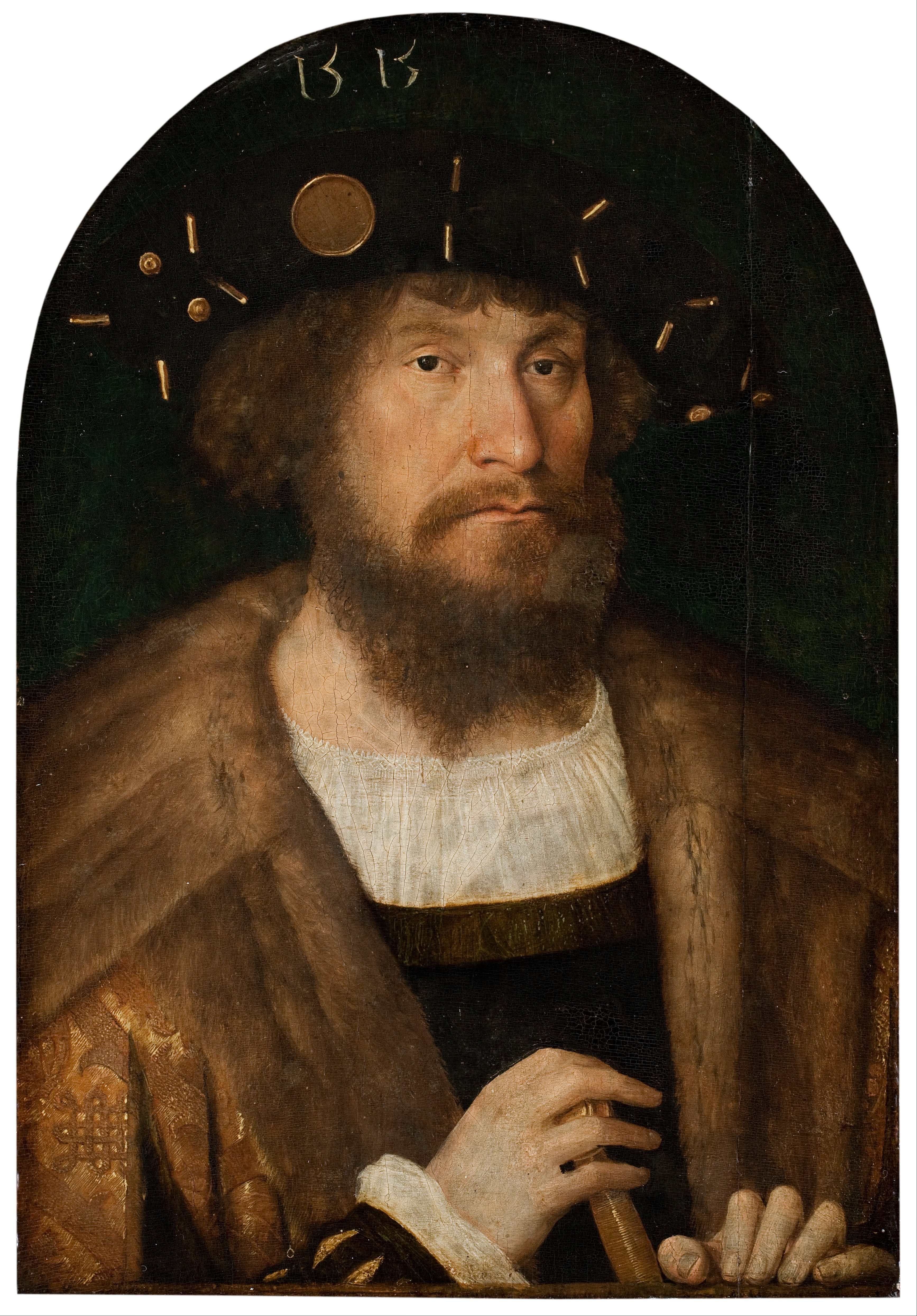
Christian II de Danemark Statens Museum for Kunst
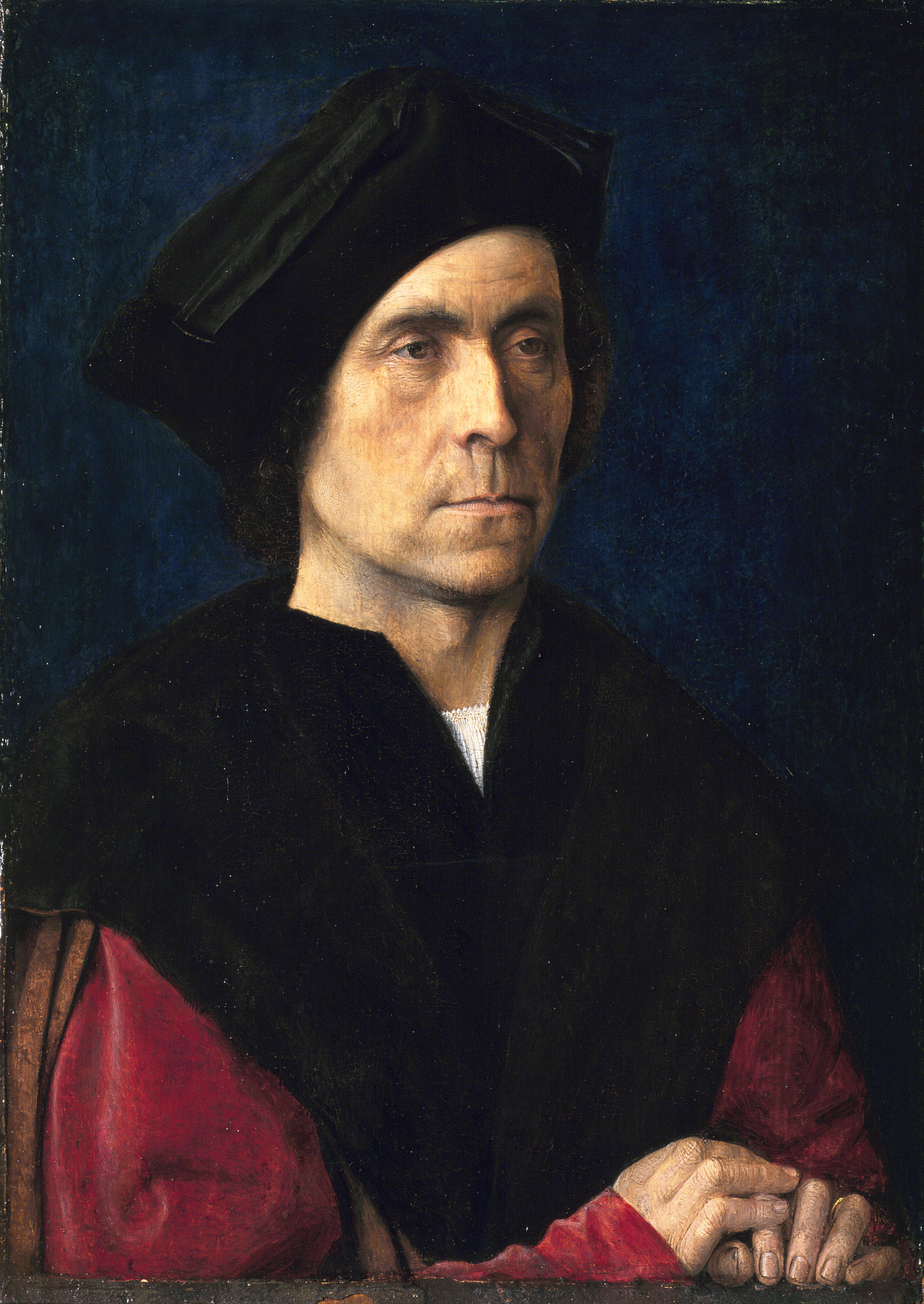
Portrait d’homme, vers 1510, huile sur panneau de chêne, Mauritshuis.
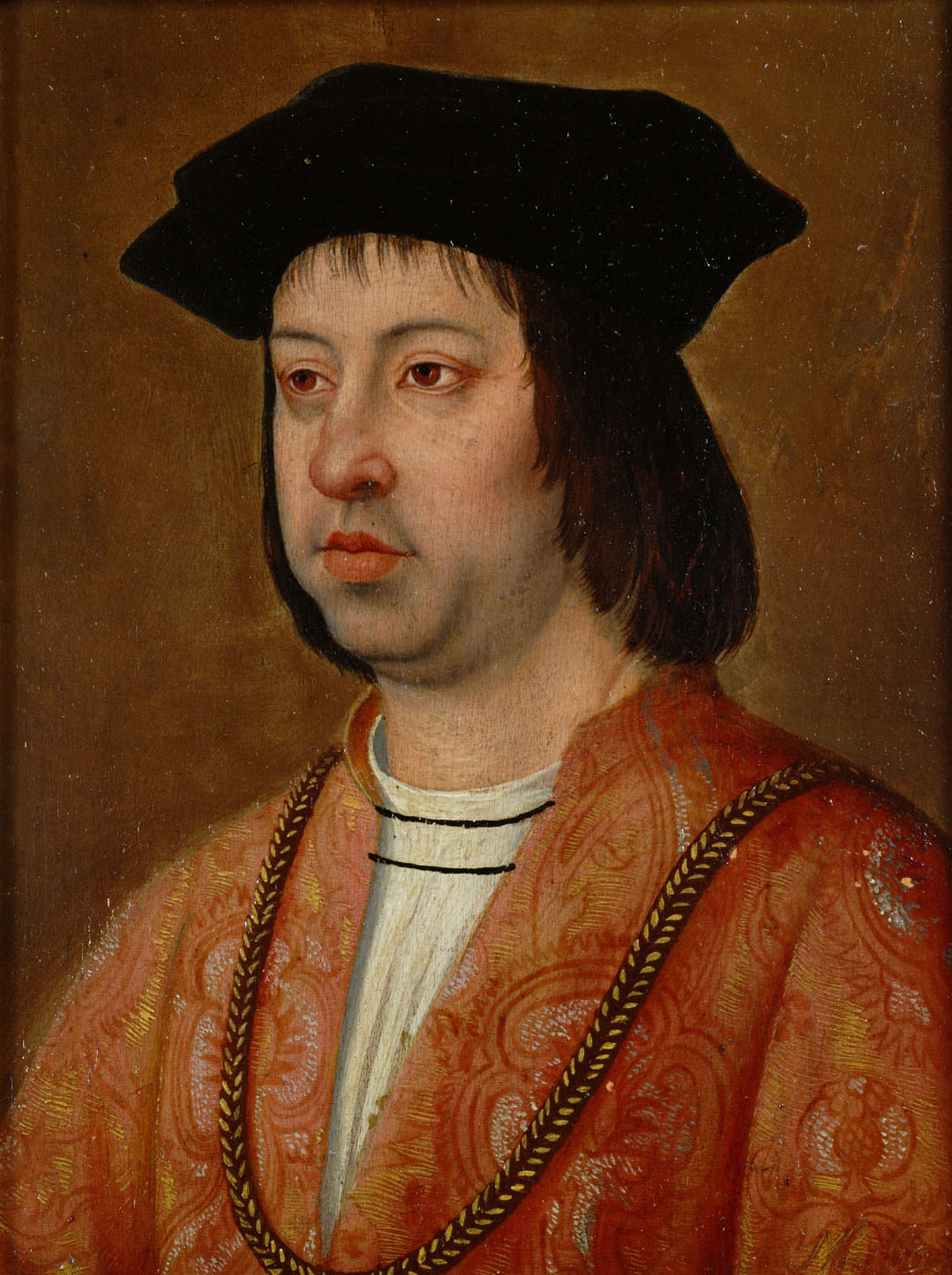
Le roi Ferdinand II d'Aragon, à partir de 1468 également roi de Sicile, XVe et XVIe siècles, Musée d'Histoire de l'art de Vienne.
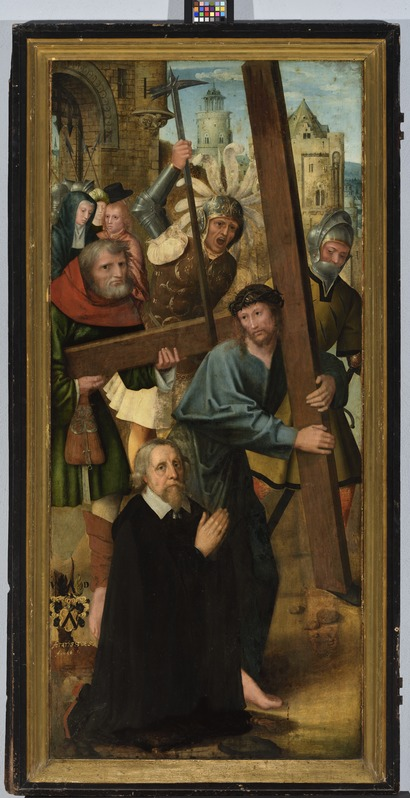
Anthony Altar, vue extérieure de l'aile gauche et droite, vers 1517/1518, bois, tempera et huile, Musée d'Art d'Estonie.
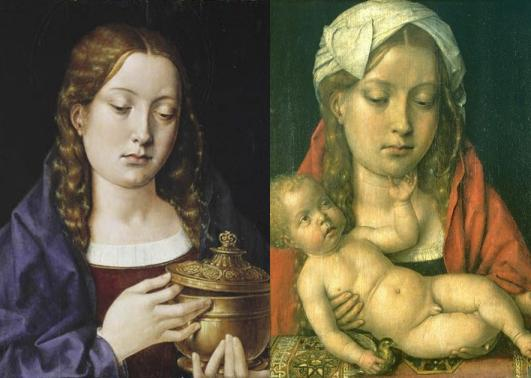
Deux portraits par Sittow d'une Catherine d'Aragon de 15 ans dans le rôle de Marie Madeleine et d'une Vierge à l'Enfant, XVe siècle.